# ソード・ワールドRPGリプレイ第2部
ソード・ワールドRPGリプレイ第2部（ソード・ワールドアールピージーリプレイだいにぶ）は月刊ドラゴンマガジンに1990年から1992年まで連載された、ソード・ワールドRPGのリプレイ作品。リプレイ第2部とも略称される。GMは山本弘。イラストレーターは幡池裕行。
PCはライ、ベリナス、アラシャ、フィリアン、キドマン、リンの6人。うちキドマンとリンは劇中で死亡し、NPCだったシアと新キャラのベルモットが代わりにパーティーに加入した。

## 舞台
第2部は西部諸国のうちベルダイン、ザーン、未開地などを舞台として展開された。

## 概要、特徴
PC作成時に余分の経験点を与え、ある程度成長した状態（冒険者レベルは3～5）から開始された。前半のクライマックスでPCの1人キドマン、次いでリンが死亡し、蘇生されずにキャラクター交代するなど第1部とは打って変わってハード路線であった。物語のスケールも大きく、写実的なイラスト、PCに人間の男性が多かったこと（PC中に人間男性三人、男性が総数で五人というのは歴代リプレイで最大である）ともあいまって、硬質の印象を与えている。前半は「ゲート」を操り、妖魔の軍勢を率いる仮面の魔術師、後半は魔獣創造技術の復活を目指し、その為には手段を選ばない一党との戦いを軸としたキャンペーンシナリオである。
女ターザンともいうべきNPCのシアなどにおいて、GM山本のカラーは健在であった。
内容も後日談や関連エピソードなどの形でソード・ワールドRPGアドベンチャーやソード・ワールドRPGシアターに繋がり、「サーラの冒険」にいたってはリプレイ第5巻の設定の主要部分がエピソード後半の展開に大きく関ってくるなど、山本の作品群の結合の役割を果たしている（『悪党には負けない!』で言及されている「ベルダインから来た冒険者」は彼らの事である。ザーン入国のゲートでニアミスする様子が両方の作品に書かれている）。
リプレイ第1部の巻末で存在が紹介された海賊ギルドが悪役として登場して悪役の選択の幅が広がり、またシアの過去に関連してデーモン、魔界、リザードマンに関する設定が掘り下げられる契機の一つともなった。
単行本の巻末には山本によるシナリオ作成指南とも取れるネタばらしのコーナーなどもあった。
前シリーズ「スチャラカ冒険隊」の「悪いファリス神官、いいモンスター」に続いて、この作品も「古代王国の魔獣創造施設」という異端的流行を生み出すことになる。
山本自身が多用したこともあり、「古代王国の魔獣創造施設」が読者参加企画の参加者に好まれてあまりにも数々の投稿作品に描かれ、陳腐化するという負の側面もあった。その流行はソード・ワールドRPGシアターにおいて投稿作品「遥かなる大地の叫び」に対して「古代王国の魔獣創造施設はもう飽きた」とのダメ出しが出るまで続いた。

## 登場人物

### 初期メンバー
ライシードル・アレリー（ライ）
人間の男性。戦士兼野伏。パーティーの「主人公的存在」と呼ばれる。
しかし、能力値がぱっとしない、プレイヤーが危険な行動を事前に避けることが多かったため、今ひとつ活躍の場が無い。
彼が鞭を持っているのは、プレイヤーが「インディ・ジョーンズをやりたかった」為。だが判定がほとんど成功せず、途中で諦めた様子。扱う剣は家に伝わる上質武器である。一番良い剣は彼の父親が持ったまま行方不明になっているため父親の剣を探している。
ベリナス・ブレスト
人間の男性。戦士兼吟遊詩人（楽器はパーン・フルート）。
高い筋力にものをいわせたモールなどの重装備のため、パーティーの主戦力であった。通称「パーティの重戦車」だが生命力はそれほど高くなく打たれ弱い一面もあった。顔に大きな向こう傷がある。
アラシャ・クリューワ
人間の女性。神官戦士。宗派はマイリー。実家は商人で、ベルダインの役人の親戚と、真面目に商売をやっている弟がいる。発言数は少ないが、怒らせると怖い性格。
後の小説では（ライのセットとして）ヒロインらしき位置に座っているが、リプレイでは発言が少なすぎたためか、ほとんど脇役だった。
フィリアン・エッダ・フローティリス
エルフの女性。精霊使い。パーティーの影のリーダー。幼時にダークエルフの少年との淡い交流の思い出があるらしい。
女性プレイヤーゆえにGM山本に気に入られていたのか、彼女のみソロプレイ（キャラクター単独行動…GMと二人きりのプレイ）の機会が何度かあった。
リプレイでは発言数が非常に多く、世界観に詳しいことから知恵や機転も回ったため、実質的な「ヒロイン」の地位にあった。
キドマン・ブリューワ
人間の男性。魔術師。フクロウの「ピップ」という使い魔を連れている。彼だけがリザードマン語を会得していたため、後述のシアとの繋がりとして、大切な役目を担っていた。
観光気分でお気楽なノリの性格だったが、前半の最終決戦を前に虎に殺され、このシリーズのハードな面を見せ付けるための先鋒を担うことになる。8しか無い生命力も災いした。最期の台詞は「もっとかっこいい敵に倒されたかった…」である。
リン・エルドリア
ハーフエルフの神官兼盗賊。宗派はチャ・ザ（教義で盗みは禁じられているはずだが）。
通称は「銀の雨」だが、誰もそう呼ばない。蛇が大嫌い。
やたら「かっこつけ」の側面があるが、行動が空回りして特に目立つこともなく、前半の最終決戦でアシッドクラウドの呪文により死亡する（これが彼にとって最初で最後の「目立つ」場面となる）。

### 後期追加メンバー
シア
リザードマンに育てられた人間の少女で、戦士兼野伏。いわゆる「アマゾネス」のような存在。
登場当時は「リザードマン社会で育てられた」という特殊な経緯から、人間の言葉は話せず、人間社会の事を全く知らない状態だった。
当初はNPCとして登場。後半からPCに昇格する。プレイヤーは「世間知らずな娘」の側面を意識して演じていた。
ベルモット・ロウ（ベル）
ハーフエルフの盗賊兼魔術師。死亡したリン役のプレイヤーの新規キャラクター。
後半から参加するが、リンの「かっこつけ」の側面を強調しすぎたためか、他のメンバーにはうさんくさがられる。
トンビの「ジン」という使い魔を連れている。
ジール
NPC。ハーフ・ダークエルフの少年。仮面の魔術師の弟子で、盗賊兼魔術師。
その出自と手癖の悪さから、出身村では迫害されていた（ただし一部には「かわいそうな奴なんだが」という声もあった）。
キドマン死亡後、一時的にPCとして加入。担当は元キドマンのプレイヤー。
なお、後半でPCに昇格できなかった理由の1つは、冒険中にNPCソーサラーから「2度と盗みはするな!」という呪いをかけられ、「盗賊」としては役立たずになってしまった為である。

## その他
歴代リプレイパーティーで「通称」がついていない冒険隊の第1号である。
「通称」がついていないパーティーとしては、この第2部と第4部風雲ミラルゴ編、第6部にあたるWaltzの孤児院メンバーとxSの主役パーティーなどがある。これらは「多くの読者にあまり受けが良くなかったパーティー」という不名誉な地位にあると思われる（上に該当しない人気リプレイのうち、古いものは今になっても再発売されていたりするため）。
ドラゴンマガジン1994年8月号の巻頭特集「激突!ソードワールド10大パーティー」などの特集記事でも、「リプレイ第2部パーティー」の名で紹介されており、「通称」がつく気配はない。